# Üllő
Üllő  este un oraș în districtul Vecsés, județul Pesta, Ungaria, având o populație de 11.134 de locuitori (2011). 

## Demografie
Componența etnică a orașului Üllő
     Maghiari (95,89%)
     Romi (1,86%)
     Necunoscut (0,58%)
     Alții (1,68%)
Componența confesională a orașului Üllő
     Romano-catolici (31,53%)
     Fără religie (21,05%)
     Reformați (12,78%)
     Atei (1,52%)
     Luterani (1,23%)
     Necunoscută (31%)
     Alte religii (2,4%)
Conform recensământului din 2011, orașul Üllő avea 11.134 de locuitori. Din punct de vedere etnic, majoritatea locuitorilor (95,89%) erau maghiari, cu o minoritate de romi (1,86%). Apartenența etnică nu este cunoscută în cazul a 0,58% din locuitori. Nu există o religie majoritară, locuitorii fiind romano-catolici (31,53%), persoane fără religie (21,05%), reformați (12,78%), atei (1,52%) și luterani (1,23%). Pentru 31,0% din locuitori nu este cunoscută apartenența confesională.